# Content Protection for Recordable Media
El CPRM (Content Protection for Recordable Media) és una tecnologia basada en hardware desenvolupada per a la protecció de continguts d'entreteniment digital, que assegura el compliment de les restriccions de còpia no autoritzada de suports d'emmagatzematge.
Aquesta tecnologia sorgeix com a eina per a la gestió de drets digitals (DRM), controlant la copia, transferència i supressió de dades digitals en dispositius capaços d'emmagatzemar dades, com poden ser ordinadors personals, o qualsevol reproductor digital.
El CPRM va ser desenvolupat per l'Entitat 4C, un consorci format per Intel, IBM, Matsushita i Toshiba. Les patents les administra l'entitat LLC (Licence Management International) i per a implementar aquest sistema es necessita registrar una llicència que inclou la clau pel producte on s'utilitzarà.

## Motivacions
CPRM apareix com a resposta a les necessitats tecnològiques per a combatre la pirateria. Emparant-se en el marc legal, les empreses proveïdores de continguts multimèdies implementen tècniques de xifrat capaces de controlar la distribució de continguts audiovisuals. D'aquesta manera quan algun descodificador incompleix les patents és detectat, així com tot aquell que publiqui o faciliti un enllaç cap a un contingut protegit. Segons la Business Software Alliance, si el CPRM s'adoptés als ports ATA, les pèrdues causades per la pirateria caurien dràsticament.
Davant dels múltiples fracassos tecnològics en la lluita contra la pirateria, les empreses proveïdores de contingut busquen les solucions en les lleis. S'intenten patentar tots els algoritmes de xifrat i desxifrat perquè qualsevol descodificador que es trenqui incompleixi la llei igual que tot aquell que el publiqui o faciliti un enllaç a una pàgina web.
Segons l'aliança del negoci del programari (Business Software Alliance), la pirateria del programari va costar als fabricants a prop de 12 mil milions de dòlars als Estats Units a tot el món el 1999. Per als fabricants, l'arquitectura P2P, una arquitectura que anima l'intercanvi lliure de la informació i del contingut, és la principal raó per la qual moltíssima gent es comprés un ordinador i, alhora, per aquest augment de la pirateria. Segons els seus càlculs, si l'especificació de la protecció de contingut de l'entitat 4C (CPRM) s'adoptés a ATA, aquesta xifra cauria dramàticament.

## Evolució
Basat en la tecnologia anomenada difusió xifrada (broadcast encryption) i desenvolupat per Amos Fiat i Moni Naar el 1993, el sistema de CPRM incorpora etiquetes digitals en medis d'emmagatzematge tals com CD's gravables (CD-R, CD-RW) i targetes de memòria SD per a reproductors digitals de música.
L'any 2001, després d'una protesta popular, es va desestimar la inclusió del sistema CPRM als discos durs ATA. De totes maneres, el 2006, el sistema CPRM s'estén en les populars targetes de memòria SD.
El comitè NCITS T.13 (coalició de companyies que produeixen tant memòries flash com discos durs) s'encarrega de l'estàndard ATA de discos durs, i especifica que els dispositius que implementin el sistema CPRM no incompliran l'especificació ATA. De totes maneres, aquests dispositius que l'implementin no podran utilitzar-lo per al programari del client. Cada disc dur ATA compatible amb CPRM se signa individualment, i autentifica l'aparell de lectura i el moviment d'arxius en el dispositiu contra un servidor central utilitzant programari CPRM.
Avui dia només uns pocs formats especials, els quals encara no semblen haver aconseguit visibilitat en el mercat, utilitzen CPRM plenament i, per tant, només aquests arriben a imposar restriccions en la còpia. Els formats d'emmagatzematge que són capaços d'utilitzar CPRM, com poden ser les targetes de memòria SD, es troben extensament disponibles, encara que la utilització del sistema CPRM no és obligatòria. Els usuaris poden no seguir les normes de gestió de drets si així ho volen, per exemple, es poden copiar lliurement arxius de so MP3 sense restriccions.

## Sistema CPRM
El CPRM utilitza una tecnologia de xifrat anomenada Cryptomeria cipher (C2), que utilitza una clau pròpia del hardware en forma de bloc de dades que permet bloquejar el moviment de dades no desitjat entre dispositius. D'aquesta manera, els reproductors dels medis han de ser obligatòriament compatibles amb el sistema CPRM.

### Procés de xifrat
Cada suport de gravació conté un identificador únic. Entre aquests bits hi ha un comptador que ens indica si el medi es pot copiar o no. Per al xifrat de dades es genera una clau en forma de bloc de dades (dades inalterables) basant-se en l'identificador i en el comptador, extreta a partir d'un programari específic de l'entitat 4C. La informació útil xifrada i la clau intermèdia que la desxifra es tornen a codificar segons la clau prèviament generada, i es copien al suport juntament amb la resta de dades.

### Procés de desxifrat
El programari llegeix el comptador i, a partir de l'identificador, es desxifra el fitxer clau intermedi, s'extreu la clau del document i es desxifra el contingut per a poder ser reproduït.

### Protecció oferta
Quan es copia la informació xifrada d'un medi a un altre, es copia juntament amb el fitxer clau. Per tant, el nou medi tindrà gravada la informació xifrada i el fitxer clau del medi original. Com aquesta clau no es correspon amb l'identificador propi del medi, no podrà ser reproduït.
Per moure informació d'un medi a un altre, es necessita un programari especialitzat. Aquest, verifica si es poden realitzar còpies o no d'aquest medi. En cas afirmatiu (permetent només ser guardat en un altre medi protegit davant la còpia), el programari torna a xifrar el contingut a partir de l'identificador del nou medi, incrementa el comptador en el medi antic, genera una nova clau del fitxer clau amb el nou valor del comptador i reescriu l'antic fitxer clau, borrant la clau que permetria executar la còpia antiga.
No existeix una única clau que pugui desxifrar tots els continguts xifrats per aquest sistema, si no que existeix una clau diferent per desxifrar cadascun dels medis CPRM.

## Productes que utilitzen CPRM
Entre els diferents productes que es poden beneficiar del CPRM/CPPM trobem: 
- PC basat en gravació DVD i aplicacions de reproducció DVD
- Reproductors de DVD
- Reproductors stand-alone
- Reproductors de DVD portàtils
- Combinacions DVD/VCR
- Sistemes entreteniment en vehicles

Poden permetre la repetició de contingut protegit en: 
- Reproductors media portàtils
- Reproductors MP3
- Telèfons mòbils
- Altres dispositius que suporten SD Flash

## Conclusions
El CPRM és un sistema eficient en reproductors de DVD i també en els reproductors d'àudio que tinguin activada aquesta protecció en el firmware, sempre que no permetin accedir a aquestes dades via programari.
També és eficaç davant els usuaris poc o mitjanament experimentats que volen segones còpies per qualsevol motiu.
Malauradament, per a la indústria de l'entreteniment, el sistema va ser vulnerat pels hackers aviat (violació del DMCA). Per tant, davant d'usuaris que saben com trobar i utilitzar aquestes eines, la protecció que ofereix aquest sistema és baixa.
A més, no es pot lluitar davant la creació de hardware personalitzat (discos DVD sense identificador, discos amb el mateix identificador, etc.) que inutilitza el funcionament d'aquest tipus de sistemes de codificació.